# (534) Nassovia
(534) Nassovia es un asteroide perteneciente al cinturón de asteroides descubierto el 19 de abril de 1904 por Raymond Smith Dugan desde el observatorio de Heidelberg-Königstuhl, Alemania.
Está nombrado por la latinización de la palabra Nassau, nombre del primer edificio de la Universidad de Princeton.
Nassovia forma parte de la familia asteroidal de Coronis.